# بيتر بلوم (رسام)
بيتر بلوم (بالإنجليزية: Peter Blume)‏ هو رسام أمريكي، ولد في 27 أكتوبر 1906 في Smarhon ‏ في روسيا البيضاء، وتوفي في 30 نوفمبر 1992 في نيو ميلفورد في الولايات المتحدة.